# Kreis Caraș-Severin

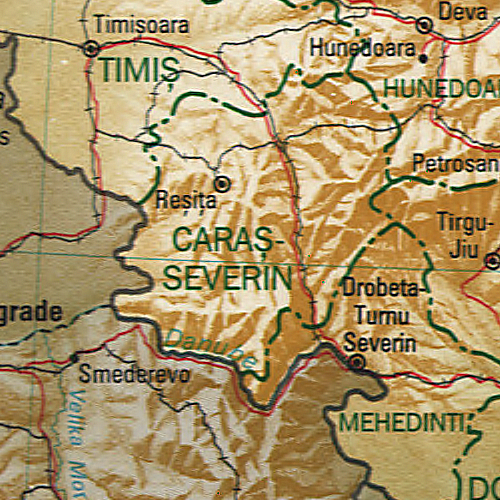
Karte des Kreises Caraș-Severin

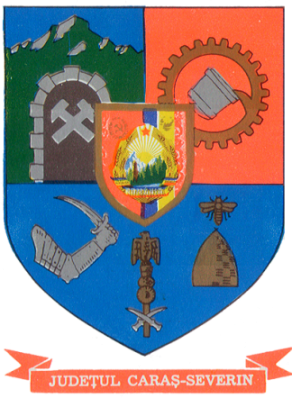
Wappen des Kreises Caraș-Severin, zur Zeit des Realsozialismus

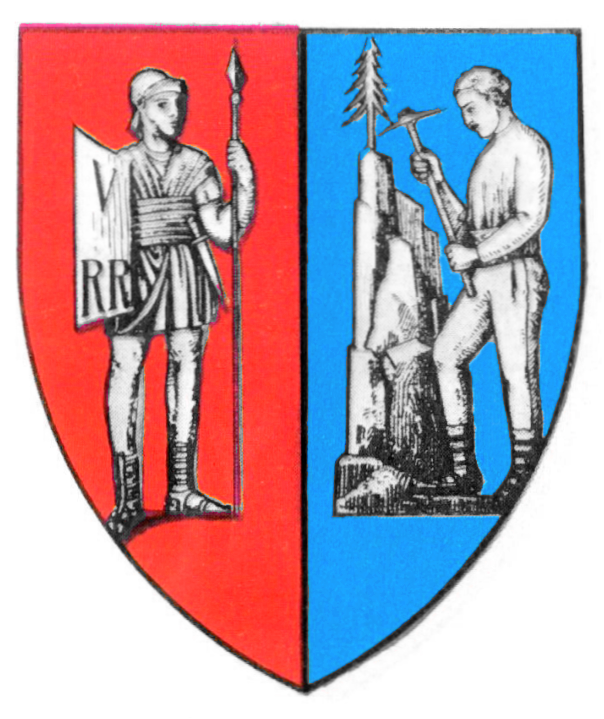
Wappen des Kreises Caraș-Severin, in der Zwischenkriegszeit

Caraș-Severin [ˈkaraʃ seveˈrin] (Ausspracheⓘ) ist ein rumänischer Kreis (Județ) im Banat mit der Kreisstadt Reșița (deutsch Reschitza, ungarisch Resicabánya). Seine gängige Abkürzung und das Kfz-Kennzeichen sind CS.
Der Kreis Caraș-Severin im Südwesten Rumäniens gelegen, grenzt im Norden und Westen an den Kreis Timiș, im Nordosten und Osten an den Kreis Hunedoara, des Weiteren im Osten an den Kreis Gorj, im Südosten und im Süden an den Kreis Mehedinți, des Weiteren im Süden und Westen an die Republik Serbien.

## Bevölkerung
Die Einwohnerzahl einiger Ethnien im Kreis Caraș-Severin entwickelte sich ab 1930 wie folgt:
| Jahr | Einwohner | Rumänen | Magyaren | Deutsche | Roma  | Ukrainer | Serben | Juden |
| ---- | --------- | ------- | -------- | -------- | ----- | -------- | ------ | ----- |
| 1930 | 319.286   | 237.476 | 6.665    | 36.793   | 8.381 | 2.480    | 10.038 | 1.014 |
| 1956 | 327.787   | 263.535 | 8.260    | 23.503   | 3.220 | 3.192    | 16.237 | 439   |
| 1966 | 358.726   | 295.879 | 9.175    | 23.882   | 2.132 | 3.647    | 15.826 | 190   |
| 1977 | 385.577   | 323.095 | 9.238    | 21.676   | 5.927 | 3.944    | 15.587 | 162   |
| 1992 | 376.347   | 325.758 | 7.876    | 11.936   | 7.776 | 4.118    | 11.567 | 65    |
| 2011 | 295.579   | 243.933 | 2.938    | 2.897    | 7.272 | 2.483    | 5.036  | 29    |
| 2021 | 246.588   | 195.703 | 1.424    | 1.364    | 5.311 | 1.502    | 3.408  | 21    |

## Geographie
Der Kreis hat eine Gesamtfläche von 8514 km² – ist damit der drittgrößte der 41 Kreise – dies entspricht 3,57 % der Fläche Rumäniens. Im Norden des Kreises Caraș-Severin liegt das Poiana-Ruscă-Gebirge, weiter nach Süden das Banater Gebirge, im Osten das Țarcu-Gebirge (Munții Țarcu), im Westen das Banater Bergland und im Süden grenzt er an die Donau.

## Städte und Gemeinden

### Status der Ortschaften
Der Kreis Caraș-Severin besteht aus offiziell 310 Ortschaften. Davon haben acht den Status einer Stadt, 69 den einer Gemeinde und die übrigen sind administrativ den Städten und Gemeinden zugeordnet.

### Größte Orte
| Stadt/Gemeinde                                        | Einwohner |
| ----------------------------------------------------- | --------- |
| Reșița (dt. Reschitza, ung. Resicabánya)              | 58.393    |
| Caransebeș (dt. Karansebesch, ung. Karánsebes)        | 21.714    |
| Bocșa (dt. Bokschan, ung. Boksánbánya)                | 12.949    |
| Oravița (dt. Orawitz, ung. Oravica)                   | 09.346    |
| Moldova-Nouă (dt. Neumoldowa, ung. Újmoldova)         | 09.278    |
| Oțelu Roșu (dt. Ferdinandsberg, ung. Nándorhegy)      | 08.497    |
| Anina (dt. Steierdorf ung. Stájerlakanina)            | 05.521    |
| Băile Herculane (dt. Herkulesbad, ung. Herkulesfürdő) | 03.787    |
| Zăvoi (ung. Závoly)                                   | 03.514    |
| Mehadia (dt. Mehadia, ung. Mehádia)                   | 03.512    |
| Teregova (dt. Teregowa, ung. Teregova)                | 03.446    |
| Berzovia (ung. Zsidovin)                              | 03.247    |
| (Stand: 1. Dezember 2021)                             |           |